# Willem Jacob Verdenius
Willem Jacob Verdenius (* 3. April 1913 in Den Haag; † 23. Juni 1998 in Zeist) war ein niederländischer Gräzist.

## Leben
Willem Jacob war der Sohn des Deutschlehrers J. A. Verdenius. Er besuchte von 1926 bis 1933 das Gymnasium Haganum in Den Haag und studierte anschließend Klassische Philologie an der Universität Utrecht. Seine Lehrer waren dort Carl Wilhelm Vollgraff in Gräzistik und Klassischer Archäologie, Hendrik Wagenvoort in Lateinischer Philologie und Hendrik Bolkestein in Alter Geschichte.
Von 1939 bis 1944 war er Lehrer am Gymnasium Haganum. 1942 wurde er bei Vollgraff mit einer Dissertation mit dem Titel Parmenides. Some comments on his Poem promoviert. Nach dem Ende des Zweiten Weltkriegs wurde er Lehrer in Dordrecht. 1947 wurde er als Nachfolger von Vollgraff zum Ordinarius für Gräzistik an die Universität Utrecht berufen. 1978 wurde er emeritiert.
Von 1952 bis 1983 war er Herausgeber der Zeitschrift Mnemosyne. Seit 1965 war er Mitglied der Königlich Niederländischen Akademie der Wissenschaften.
Verheiratet war er seit 28. Dezember 1946 mit Elisabeth de Jong Saales, mit der er zwei Töchter hatte.
Verdenius arbeitete vor allem zur archaischen und zur klassischen Literatur. Nach seiner Emeritierung erschienen Kommentare zu Pindar und zu Hesiod.

## Schriften (Auswahl)
- Parmenides. Some comments on his poem. 1942.
- mit Jan Hendrik Waszink: Aristotle on coming-to-be and passing-away. Some comments. 1946.
- Mimesis. Plato’s doctrine of artistic imitation and its meaning to us. 1949.
- Platenatlas bij Homerus. 1955.
- Beknopte bibliographie voor de studie der Griekse taal- en letterkunde. 1960.
- Homer, the educator of the Greeks. 1970.
- Pindar's Seventh Olympian Ode. A commentary. 1972.
- mit A. H. M. Kessels: A concise bibliography of Greek language and literature. 1979.
- Commentaries on Pindar. 2 Teile. Brill, Leiden 1987–1988
- A commentary on Hesiod. Works and Days vv. 1–382. Brill, Leiden 1985